# 대청소
대청소(Coup De Torchon)는 프랑스에서 제작된 베르트랑 타베르니에 감독의 1981년 코미디, 범죄, 드라마 영화이다. 필립 느와레 등이 주연으로 출연하였다.

## 출연

### 주연
- 필립 느와레
- 이자벨 위페르
- 장 피에르 마리엘

### 조연
- 스테판 오드랑
- 에디 미첼
- 기 마르샹
- 미첼 본

## 제작진
- 원작자: 짐 톰슨
- 미술: 알렉상드르 트로너
- 의상: 자클린 모로